# Mircea Desideriu Banciu
Mircea Desideriu Banciu (n. 19 august 1941, Hunedoara – d. 29 aprilie 2005, București) a fost un inginer chimist, profesor la Universitatea Politehnica din București, membru titular al Academiei Române (din anul 2000) și președinte al Secției de Științe Chimice a acesteia (2002-2005).

## Biografie
Este descendent pe linie paternă dintr-o veche familie de transilvăneni din Săliște, comună emblematică din Mărginimea Sibiului, din care s-au ridicat un număr impresionant de iluștri academicieni: Dionisie Romano, Ioan Lupaș, Onisifor Ghibu, D.D. Roșca, Andrei Oțetea, Axente Banciu, Mircea Săndulescu. Pe linie maternă descinde dintr-o familie tot atât de veche de intelectuali transilvăneni din Hunedoara. Academicianul Mircea D. Banciu a absolvit Colegiul Național „Sf. Sava” din București în 1957. Pasiunea pentru chimie a academicianului Mircea D. Banciu ar putea fi căutată în primul rând în familia sa care, pe parcursul a două generații, numără șapte chimiști, printre care și tatăl său, Axente Sever Banciu.

## Profesie
Mircea D Banciu a fost absolvent al Facultății de Chimie Industrială, Institutul Politehnic București, în anul 1962, specialitatea Tehnologia Compușilor Organici, fiind șef de promoție. În februarie 1969 și-a susținut teza de doctorat, „Reacții solvolitice ale derivaților dibenzocicloalcanilor”, devenind doctor inginer în specialitatea Tehnologia medicamentelor și produselor farmaceutice (conducător științific academician prof. Ecaterina Ciorănescu-Nenițescu). A efectuat un stagiu post-doctoral la Universitatea Köln din Gemania cu profesorul Emanuel Vogel.  În Catedra de Chimie Organică a Facultății de Chimie Industrială (în prezent, Facultatea de Chimie Aplicată și Stiinta Materialelor) din cadrul Institutului Politehnic din București (în prezent Universitatea POLITEHNICA din București) a parcurs toate treptele ierarhiei universitare: asistent titular (1962-1972), șef de lucrări (1972-1980), conferențiar (1980-1990) și profesor (1990- 2005) la Catedra de Chimie Organică. A avut colaborări științifice internaționale  în Franța (Centre de Catalyse, Lyon, prof. M. Besson și Universitatea Aix-Marseille, prof. M. Chanon), Italia (Universitatea Firenze, prof. A. Scozzafava, prof. C. Supuran), Australia (Universitatea Monash-Melbourne, prof. R.F.C. Brown și Universitatea Queensland-Brisbane, prof. C. Wentrup). A fost membru în Comitetele de organizare ale unor conferințe interne și internaționale. Ca urmare a rezultatelor științifice și a prestanței profesionale, profesorul Mircea  D. Banciu a fost ales membru corespondent al Academiei Române  în 9 martie 1991 și membru titular al Academiei Române în 22 noiembrie 2000. Pe data de 16 mai 2002 a susținut discursul de recepție: intitulat Chimia organică rivală și/sau imitatoare a naturii?. În perioada 2002-2005, academicianul Mircea D. Banciu a fost președinte al Secției de Științe Chimice a Academiei Române.

## Activitatea de cercetare și contribuții științifice
Principalele domenii ale activității de cercetare ale acad. prof. Mircea D. Banciu au fost: 
- reacții prin ioni de carbeniu  reacții de solvoliză: lucrări citate în monografii: C.D. Gutsche - Carbocyclic Ring Expansion Reactions, 1968; B. Capon - Organic Reaction Mechanisms 1965, 1969, 1970, 1091, 1975.
- izomerie de valență (lucrări citate in monografii: B. Capon, C.W. Rees, "Organic Reaction Mechanisms"1972, 1975; D. Ginsburg, "Organic Chemistry"-series two, 1976; J. March, "Advanced Organic Chemistry"1985, 2001; lucrări ale unor cunoscuți cercetatori  în domeniu: I. Murata, G. Kaupp, H. Prinzbach; L.A. Paquette; M. Christl, J.M. Shulman; C. Rucker, etc). A fost redactată monografia în trei volume " Annulenes, -Benzo, -Hetero, -Homo-Derivatives and their valence isomers", autori A.T. balaban, M. D. Banciu, V. Ciorba, CRC Press-Boca Raton, 1987, citată  în peste 100 de lucrări de specialitate.
- chimia sistemelor ciclice și policiclice tensionate, sinteze de compuși ciclofanici, sinteze de compusi cu activitate biologică (printre care inhibitori si activatori de anhidrază carbonică).
- reacții de piroliză tip „fulger” a unor hidrocarburi policiclice și a unor compuși heterociclici (metodă de studiu a mecanismelor de reacție și de sinteză în chimia organică).
- reacții stereo- și enantioselective heterogen catalizate, metode fizice in chimia organică, etc.

Promotor al cercetării de vârf în chimia organică, academicianul Mircea D. Banciu a desfășurat o foarte susținută activitate de cercetare fundamentală. Este unul dintre creatorii domeniului – amplu și complex – al chimiei compușilor dibenzocicloalcanici, pe care l-a dezvoltat în mod esențial, pe multiple planuri, de la sinteză la piroliză, de la cercetări fizico-chimice la fotolize și transpoziții, de la studii mecanistice la aplicații biologice in vivo. Rezultatele cercetărilor întreprinse de academicianul Mircea D. Banciu si  colectivul său de cercetare sunt cuprinse în 150 de lucrări originale, publicate în cărți, tratate și reviste din țară și străinătate (vezi Publications List). În fiecare din domeniile menționate, academicianul Mircea D. Banciu, alături de colaboratorii săi, a obținut rezultate originale deosebite, majoritatea recunoscute pe plan internațional, dintre care merită să fie menționate:
- prima observare a unei reacții de deschidere de ciclu conducând la un sistem nesaturat în cursul solvolizelor, fenomen numit de autori „ruta retro-”, termen acceptat în literatura de specialitate;
- elucidarea a numeroase mecanisme de reacție;
- obținerea, prin proiectare moleculară rațională, a sute de compuși noi cu activitate biologică testată (colaborare cu Universitatea din Florența);
- obținerea unor inhibitori și activatori ai anhidrazei carbonice cu activitate in vivo mai bune decât cele ale medicamentelor utilizate în clinici (de exemplu noi compuși  antiglaucom topici);
- prima semnalare a unor activatori ai anhidrazei carbonice prezentând selectivitate de membrană;
- prima sinteză a unor inhibitori de metalo-proteaze cu selectivitate/specificitate de izozimă, conținând schelete voluminoase steric de tip dibenzocicloheptanic;
- sinteze de precursori și/sau produși biologic activi prin reacții de piroliză tip „fulger”, cu importanță preparativă;
- prima demonstrare a unei transpoziții termice reversibile care decurge cu „rabaterea” punții, la hidrocarburi policiclice;
- piroliza de tip „fulger” pe zeoliți, reprezintă un domeniu nou pe plan mondial, inițiat în România în anul 1997 de academicianul Mircea D. Banciu și colaboratorii săi (M.D. Banciu, O. Cira, A. Petride, A. Banciu and C. Drăghici, Flash vacuum pyrolysis on zeolites.I. Pyrolysis of 5-b(hydroxyethyl)-5H-dibenzo[a,d]cycloheptene, J. Anal. Appl. Pyrolysis, 1997, 42, 177-188).

## Activitate editorială
Profesorul Mircea D. Banciu a avut o foarte bogată activitate editorială, concretizată în publicarea în colaborare a 9 cărți în edituri centrale (7 în țară, 2 în SUA). Printre acestea se înscriu: manuale pentru studenți, monografii, tratate, capitole de cărți. Un alt domeniu în care profesorul Mircea D. Banciu s-a implicat cu devotament, pricepere și multă dăruire a fost pentru publicarea unor prestigioase reviste de specialitate: el a fost editor adjunct al revistei Revue Roumaine de Chimie din 1991; editor adjunct al revistei Roumanian Chemical Quarterly Reviews (1993–2001); editor șef al revistei Proceedings of the Roumanian Academy, Series B: Chemistry, Life-Sciences and Geosciences (1999 - 2005); editor regional al revistei Molecules (1999- 2005) și Arkivoc (2000-2005). Profesorul Mirecea Desideriu Banciu a fost membru în comitetul editorial de referenți al revistei Heterocyclic Communications.
Recunoașterea meritelor sale științiifice este atestată de alegerea sa ca membru al mai multor societăți științiifice naționale și internaționale dintre care menționăm: Consiliul Național al Societății Române de Chimie, al Societății Europene de Chimie, al Societății Americane de Chimie, etc.

#### Premii si distincții
Activitatea academicianului Mircea D. Banciu a fost apreciată și prin acordarea unor premii și distincții:
- Premiul pentru cercetare științifică (Ministerul Invățământului, 1969),
- Premiul „Gh. Spacu” al Academiei Române (1982) pentru lucrarea „Sinteze și reacții în clasa dibenzocicloalcanilor” (autor unic),
- Ordinul Național „Serviciul Credincios” în grad de Cavaler (2000),
- Membru al Societății Europene de Chimie, al Societății Americane de Chimie, al Consiliului Național al Societății Române de Chimie (președinte al Secției de Chimie Organică, 1996-2001).
- Cetățean de onoare al orașelor Săliște, jud. Sibiu (2003) și Câmpeni, jud. Alba (2003).